# Série de championnat de la Ligue américaine de baseball 1982
La Série de championnat de la Ligue américaine de baseball 1982 était la série finale de la Ligue américaine de baseball, dont l'issue a déterminé le représentant de cette ligue à la Série mondiale 1982, la grande finale des Ligues majeures.
Cette série trois de cinq débute le mardi 5 octobre 1982 et se termine le dimanche 10 octobre par une victoire des Brewers de Milwaukee, trois matchs à deux sur les Angels de la Californie. Il s'agit de la seule finale de la Ligue américaine à laquelle ont participé les Brewers. 
Fred Lynn, des Angels, réalise un exploit jusque-là inédit : il est nommé joueur par excellence de la série malgré la défaite de son équipe.

## Équipes en présence
Un an après leur premier championnat de division et leur première qualification pour les séries éliminatoires, les Brewers de Milwaukee remportent en 1982 le titre dans la division Est de la Ligue américaine avec 95 victoires et 67 défaites, au terme d'une lutte serrée où ils ne devancent que par une partie les Orioles de Baltimore. Les Brewers se qualifient pour la Série de championnat pour la première fois de l'histoire de leur franchise. En 1981, une grève des joueurs avait amené la MLB à présenter un format de séries éliminatoires d'exception pour une année seulement. Comme champions de division lors de la seconde moitié de saison (celle au retour de la grève), Milwaukee était passé en éliminatoires, mais avait perdu la Série de divisions contre les Yankees de New York. 
La finale 1982 de la Ligue américaine est d'ailleurs la seule à laquelle ait participé les Brewers, puisque la franchise passe à la Ligue nationale en 1998.
Exclus des séries d'après-saison pendant deux ans après le premier titre de division de leur histoire en 1979, les Angels de la Californie décrochent quant à eux le titre de champions de la section Ouest. Avec 93 gains contre 69 revers, ils devancent par trois parties les Royals de Kansas City.

## Déroulement de la série

### Calendrier des rencontres
| Match | Date       | Visiteur                | Hôte                    | Score |
| ----- | ---------- | ----------------------- | ----------------------- | ----- |
| 1     | 5 octobre  | Brewers de Milwaukee    | Angels de la Californie | 3 - 8 |
| 2     | 6 octobre  | Brewers de Milwaukee    | Angels de la Californie | 2 - 4 |
| 3     | 8 octobre  | Angels de la Californie | Brewers de Milwaukee    | 3 - 5 |
| 4     | 9 octobre  | Angels de la Californie | Brewers de Milwaukee    | 5 - 9 |
| 5     | 10 octobre | Angels de la Californie | Brewers de Milwaukee    | 3 - 4 |

### Match 1
Mardi 5 octobre 1982 au Anaheim Stadium, Anaheim, Californie.
| Brewers de Milwaukee | 0 | 2 | 1 | 0 | 0 | 0 | 0 | 0 | 0 | 3 | 7  | 2 |
| Angels de la Californie | 1 | 0 | 4 | 2 | 1 | 0 | 0 | 0 | X | 8 | 10 | 0 |
| Lanceurs partants : MIL : Mike Caldwell CAL : Tommy John Vic. : Tommy John (1-0) Déf. : Mike Caldwell (0-1) HRs : MIL : Gorman Thomas (1) CAL : Fred Lynn (1) |   |   |   |   |   |   |   |   |   |   |    |   |

### Match 2
Mercredi 6 octobre 1982 au Anaheim Stadium, Anaheim, Californie.
| Brewers de Milwaukee | 0 | 0 | 0 | 0 | 2 | 0 | 0 | 0 | 0 | 2 | 5 | 0 |
| Angels de la Californie | 0 | 2 | 1 | 1 | 0 | 0 | 0 | 0 | X | 4 | 6 | 0 |
| Lanceurs partants : MIL : Pete Vuckovich CAL : Bruce Kison Vic. : Bruce Kison (1-0) Déf. : Pete Vuckovich (0-1) HRs : MIL : Paul Molitor (1) CAL : Reggie Jackson (1) |   |   |   |   |   |   |   |   |   |   |   |   |

### Match 3
Vendredi 8 octobre 1982 au Milwaukee County Stadium, Milwaukee, Wisconsin.
| Angels de la Californie | 0 | 0 | 0 | 0 | 0 | 0 | 0 | 3 | 0 | 3 | 8 | 0 |
| Brewers de Milwaukee | 0 | 0 | 0 | 3 | 0 | 0 | 2 | 0 | X | 5 | 6 | 0 |
| Lanceurs partants : CAL : Geoff Zahn MIL : Don Sutton Vic. : Don Sutton (1-0) Déf. : Geoff Zahn (0-1) Sauv. : Pete Ladd (1) HRs : CAL : Bob Boone (1) MIL : Paul Molitor (2) |   |   |   |   |   |   |   |   |   |   |   |   |

### Match 4
Samedi 9 octobre 1982 au Milwaukee County Stadium, Milwaukee, Wisconsin.
| Angels de la Californie | 0 | 0 | 0 | 0 | 0 | 1 | 0 | 4 | 0 | 5 | 5 | 3 |
| Brewers de Milwaukee | 0 | 3 | 0 | 3 | 0 | 1 | 0 | 2 | X | 9 | 9 | 2 |
| Lanceurs partants : CAL : Tommy John MIL : Moose Haas Vic. : Moose Haas (1-0) Déf. : Tommy John (1-1) Sauv. : Jim Slaton (1) HRs : CAL : Don Baylor (1) MIL : Mark Brouhard (1) |   |   |   |   |   |   |   |   |   |   |   |   |

### Match 5
Dimanche 10 octobre 1982 au Milwaukee County Stadium, Milwaukee, Wisconsin.
| Angels de la Californie | 1 | 0 | 1 | 1 | 0 | 0 | 0 | 0 | 0 | 3 | 11 | 1 |
| Brewers de Milwaukee | 1 | 0 | 0 | 1 | 0 | 0 | 2 | 0 | X | 4 | 6  | 4 |
| Lanceurs partants : CAL : Bruce Kison MIL : Pete Vuckovich Vic. : Luis Sánchez (1-0) Déf. : Bob McClure (0-1) Sauv. : Pete Ladd (2) HRs: MIL : Ben Ogilvie (1) |   |   |   |   |   |   |   |   |   |   |    |   |

## Joueur par excellence
Le voltigeur de centre des Angels de la Californie, Fred Lynn est nommé joueur par excellence de la Série de championnat 1982 de la Ligue américaine. Il réalise ainsi une première : recevoir ce titre alors que son club a perdu la série. Dans les cinq matchs opposant les Angels à Milwaukee, Lynn maintient une impressionnante moyenne au bâton de ,611 avec 11 coups sûrs en seulement 18 apparitions officielles au bâton. Il réussit deux doubles et un circuit, et montre une moyenne de puissance de ,889. Il totalise cinq points produits et marque quatre fois.